# Saint-Ilpize

Saint-Ilpize este o comună în departamentul Haute-Loire, Franța. În 2009 avea o populație de 180 de locuitori.